# Jangraga
Jangraga is een bestuurslaag in het regentschap Pangandaran van de provincie West-Java, Indonesië. Jangraga telt 4968 inwoners (volkstelling 2010).